# کتابخانه دیجیتال
کتابخانه دیجیتال کتابخانه ای است که در آن اسناد و منابع به جای کاغذ یا سایر رسانه‌ها به صورت الکترونیکی ذخیره شده‌اند. اساس این کتابخانه‌ها ذخیره مدارک به شکل الکترونیکی و نیز استفاده الکترونیکی است.
محتوای الکترونیکی این کتابخانه‌ها ممکن است به گونه‌ای باشد که هر فردی در هر نقطه از جهان بدون محدودیت با استفاده از یک شبکه رایانه‌ای بتواند به تمامی اطلاعات یک کتابخانه عظیم دسترسی پیدا کند یا اینکه فقط برای افراد ساکن در محل قابل دسترسی باشد.
مجموعه روش‌ها، خدمات و ساختارهای اطلاعاتی که باعث می‌شوند تا اطلاعات در قالب یک فناوری نوین با دسترسی آسان، سریع و گسترده ارائه شوند، کتابخانه دیجیتال نام دارد. کتابخانه دیجیتال یک نوع سیستم بازیابی اطلاعات است.

## تعریف کتابخانه دیجیتال
کتابخانه‌های دیجیتال سازمان‌هایی هستند که منابعی شامل کارمندان متخصص را دارا می‌باشند و وظیفه آن‌ها انتخاب، سازماندهی، پیشنهاد دهی عقلانی برای دسترسی، توزیع کردن، محافظت از جامعیت منابع و تضمین پایداری آنان در طول زمان می‌باشد و بنابراین برای استفاده آسان و با صرفه توسط یک جامعه یا مجموعه‌ای از جوامع طرح‌ریزی شده‌است.
سر در گمی‌های موجود در مورد این عبارت ناشی از آن است که در طول سال‌ها عبارات متنوعی برای این مفهوم به کار برده شده‌است (مانند کتابخانه‌های الکترونیکی، مجازی، کتابخانه‌های بدون دیوار،کتابخانه های دو رگه) و دقیقاً مشخص نبود که معنای واقعی هر کدام از این مفاهیم چیست؟ از سوی دیگر، کتابخانه‌های دیجیتال مورد توجه حوزه‌های مختلف پژوهشی و تحقیقاتی است.
برخی از کتابخانه‌های دیجیتالی مهم در نقش بایگانی‌های درازمدت عمل می‌کنند مانند آرخیو و بایگانی اینترنت.

## راه‌های مختلف گردآوری و تهیه منابع
- اسکن و دیجیتال کردن منابع انتخاب شده
- خریداری یا تهیه منابع موجود به صورت دیجیتال و چندرسانه‌ای
- گردآوری برخی منابع مرتبط با اهداف سازمان از شبکه جهانی وب با رعایت مسائل مربوط به حق مؤلف
- گزینش و تبدیل منابع میکرو فرمی موجود در سازمان به صورت دیجیتال
- تهیه برخی منابع مورد نیاز از طریق مبادله با سایر مراکز و کتابخانه‌های داخلی و خارجی
- اشتراک و ایجاد دسترسی به پایگاه های علمی

## کتابداران در عصر الکترونیک
کارشناسان خصوصیاتی را برای کتابداران عصر الکترونیک بر می‌شمرند که عبارتند از:
- همانند مشاوران اطلاعاتی عمل می‌کنند و بهترین منابع را برای گشایش گروه‌ها و برآوردن نیازهای اطلاعاتی مردم نشان می‌دهند.
- کاربرد منابع اطلاعاتی الکترونیکی را به مردم آموزش می‌دهند.
- منابعی را که استفاده‌کنندگان خاصی به آن‌ها آشنایی دارند، موجب جستجو قرار می‌دهند.
- وظیفه بازکاوی اطلاعات را انجام می‌دهند، یعنی تألیف و ترکیبی از نتایج پژوهش‌های منابع متعدد به عمل می‌آورند و برآیندگزیده و ارزیابی شده را به متقاضی عرضه کنند و در صورت امکان مستقیماً به رایانه او ارسال کنند.
- با ایجاد بایگانی‌های مختلف و ارتباط با پایگاه‌های اطلاعاتی، مراجعه‌کننده را در دریافت اطلاعات مورد علاقه خودش یاری می‌نمایند.
- کتابداران لازم است طرز کار با نرم‌افزارهای رایانه‌ای و ابزارهای الکترونیکی، مهارت‌های سودمندی را از طریق شبکه‌های نرم‌افزاری در اشاعه اطلاعات الکترونیکی بیاموزند.

## کتاب الکترونیکی
ایبوک یا کتاب الکترونیکی، پدیده‌ای کاملاً تازه‌است و انتظار می‌رود تا نظام آموزش و اطلاع‌رسانی را در ایران همانند سایر کشورها با دگرگونی‌هایی اساسی مواجه سازد. امروزه وبسایت‌ها و شرکت‌های بزرگی در حوزه نشر و فراهم سازی بستر کتاب خوانی، افزایش معلومات، و افزایش نرخ میانگین سرانه مطالعات در کشور فعالیت می‌کنند که از مهم‌ترین آنها می‌توان به قائمیه و بازار کتاب قائمیه اشاره کرد.
کتاب‌های الکترونیکی، صرفاً نسخه‌های دیجیتال کتاب‌های مکتوب نیستند، بلکه این مجموعه‌های اطلاعاتی طیف وسیعی اعم از انواع مختلف متون، تصاویر، اصوات را شامل می‌گردند. به علاوه می‌توانند در قالب فایل‌هایی که می‌توانند توسط یک رایانه اجرا شوند، مانند قالب‌های text, word, PDF, HTML و فایل‌های اجرایی در آیند. سادگی اجرا، سادگی جستجو در متن، داشتن قالب زیباتر، امکان عرضه یا فروش ساده‌ترو سریع تر، داشتن قابلیت افزودن امکانات مالتی مدیا، از جمله ویژگی‌هایی هستند که کتاب الکترونیکی را به عنوان یک رسانه رو به رشد، از سایر رسانه‌هایی از این دست متمایز می‌کند.

## استفاده از فناوری اطلاعات در کتابداری
فناوری اطلاعات یا IT به فناوری‌هایی گفته می‌شود که امکانات لازم برای جمع‌آوری، انباشت پردازش و توزیع اطلاعات فراهم می‌کند. محور این فناوری، رایانه و ارتباطات راه دور است. رایانه‌ها اساساً کار پردازش و انباشت اطلاعات را انجام می‌دهند و ارتباطات راه دور، امکان پخش و توزیع این اطلاعات را در سطحی بسیار وسیع فراهم می-سازد. فناوری یکی از دستاوردهای آدمی است که در ایجاد فرهنگ و تمدن بشری نقش مهمی داشته‌است. هیچ جنبه‌ای از زندگی انسان‌ها را نمی‌بینیم که از فناوری تأثیر نپذیرفته باشد. کتابخانه‌ها ازجمله کتابخانه‌های تخصصی از این قاعده کلی مستثنی نیستند. خود فناوری ساخت کاغذ و چاپ متحرک، مجموعه کتابخانه‌ها را به سرعت بی‌سابقه‌ای افزایش داد، این افزایش بر همه جنبه‌های کتابداری تأثیر نهاد و عامل مهمی در به وجود آمدن کتابداری حرفه‌ای بود.
این مسیر روز به روز در حال تحول و پیشرفت است و جهت آن به سوی افزایش توانایی‌های انسان در به دست آوردن دقیق اطلاعات می‌باشد. ۱۲۳.
فناوری رایانه‌ای با توجه به این که از توانایی انباشت و آماده‌سازی حجم بزرگی از اطلاعات برخوردار بود به کتابخانه‌ها راه یافت و مورد استفاده قرار گرفت. جستجوی پیوسته در بانک‌ها و پایگاه‌های اطلاعاتی تحولاتی را به وجود آورد که به متخصصان رایانه یا متخصصان شبکه کتابخانه منجر شد. شبکه اینترنت باهدف تسهیل ارتباطات بشری، رایانه‌ها را به خدمت گرفت. توسعه این شبکه به ایده دهکده جهانی و به دنبال آن مفاهیمی مانند کتابخانه‌های الکترونیک یا مجازی انجامید.
آنچه موجب شده‌است که کتابخانه‌ها و مراکز اطلاع‌رسانی از فناوری نوین استفاده کنند عبارتست از: سرعت، حافظه، دقت بسیار زیاد در فراهم آوری، انباشت و بازیابی اطلاعات به مدد رایانه و صرفه جویی در نیروی انسانی، ایجاد ارزش افزوده، انعطاف‌پذیری در برابر نیازهای گوناگون، دسترسی یکپارچه به اطلاعات، امکان استفاده ارزان از اطلاعات سایر کتابخانه‌ها و پایگاه‌ها داده‌ها، امکان روزآمد کردن و اصلاح اطلاعات به شکلی ساده و سریع و اشتراک منابع.
فناوری اطلاعات در کتابخانه‌ها کارکردهای مختلفی دارد. این کارکردها را می‌توان به دو گروه کلی دسته‌بندی کرد:
فعالیتهای اساسی و داخلی کتابخانه نظیر: مجموعه سازی، فهرست نویسی، امانت و کنترل نشریات ادواری
دیگری خدمات اطلاع‌رسانی مانند: آگاهی‌رسانی جاری، اشاعه گزینشی اطلاعات، خدمات مرجع، خدمات پیوسته، تحویل مدرک و…

## تاریخچه

### تاریخچه فناوری اطلاعات در کتابخانه‌ها
هر چند تا دیروز شکل مرسوم دسترسی محققان به اطلاعات پژوهشی به اشکال کاغذی و لوح فشرده بوده‌است، لیکن امروزه عرضه‌کنندگان اطلاعات، شبکه‌های وب را به عنوان رسانه‌ای مناسب‌تر برای پایگاه‌های اطلاعات مرجع و مجلات پژوهشی تمام متن یافته‌اند. کاربران می‌توانند از طریق وب، اطلاعات مورد نیاز تحقیق خود را در طول شبانه روز و در تمام روزهای هفته از هر مکانی بازیابی کنند. به علاوه، بسیاری از پایگاه‌های مبتنی بر وب، به شکل قوی‌تری تجهیز شده‌اند یا اینکه اطلاعات بیشتری نسبت به شیوه‌های سنتی کاغذی یا لوح فشرده ارائه می‌کنند.
تغییرات سریع و همه‌جانبه، کتابخانه‌های تخصصی و کتابداران متخصص در این کتابخانه‌ها را در آستانه عصر جدیدی قرار داده‌است که با گذشته نه چندان دور، بسیار متفاوت است. سیستم‌های رایانه‌ای که در کتابخانه‌ها تا دهه ۸۰ مورد استفاده قرار می‌گرفت، ارتباطی پیوسته و مستقیم با عملکردهای سنتی کتابخانه‌ها برقرار می‌نمود، علی‌رغم توانایی و قابلیت‌های عملی و گسترده فهرست‌های قابل دسترسی برای عموم (online public access catalog) و سیستم‌های محلی متصل بدانها، کتابخانه‌ها هنوز مدلی سنتی از مجموعه‌های فیزیکی و محلی هستند که عمدتاً از طریق ابزارهای کتابشناختی ناهماهنگ، می‌توان بدان‌ها دسترسی یافت.
هم‌اکنون پیشرفت‌های قابل توجهی دیده می‌شود که در حال تغییر بنیاد این مدل است. فناوری‌های نو، فهرست‌های کتابخانه را از راهنماهای ساده منابع به سیستم‌های جامع اطلاعاتی تغییر داده‌اند و در مرحله ایفای تعهد خود در انتقال مستقیم منابع اطلاعاتی کتابخانه‌های دنیا و مراکز اطلاع‌رسانی، به میز استفاده‌کنندگان هستند. داده‌های رقمی و تصاویر الکترونیکی، کم‌کم جایگزین منابع اطلاعاتی فیزیکی شده‌اند. روش‌های سریع دستیابی به منابع اطلاعاتی به تدریج اهمیت بیشتری از گردآوری مجموعه‌های جدید پیدا کرده‌است. به گفته کینگ در سال ۲۰۱۰ بیش از ۸۰ درصد روزنامه‌ها و نشریات به صورت پیوسته و از طریق شبکه‌های دور بین‌المللی در دسترس خواهند بود. این پیشرفت‌ها تأثیرات عمیقی برکتابخانه‌های تخصصی دارد. فناوری تقریباً تمام جنبه‌های کار کتابخانه را تحت تأثیر خود قرار داده‌است: کتابداران شاغل در بخش فراهم‌آوری اکنون باید به دنبال راهی جهت دسترسی مراجعان به منابع دیجیتال باشند، فهرست‌نویسان باید این منابع را دسترس پذیر سازند و کتابداران مرجع نیز ضمن کمک به مراجعان در داخل کتابخانه باید پاسخگوی ارباب رجوع از راه دور باشند.
تاریخ استفاده از رایانه در کتابخانه‌ها و مراکز اطلاع‌رسانی را می‌توان به چند دوره نسبتاً مشخص تقسیم کرد: در دهه ۱۹۴۰ نخستین روش‌های نیمه ماشینی ذخیره و بازیابی اطلاعات با استفاده از نظام برگه‌ای لبه منگنه مورد توجه قرار گرفت. این نظام در واقع پیش‌آمد نظام‌های رایانه‌ای دهه ۱۹۶۰ بود. در دهه ۱۹۸۰ شاهد گسترش نظام‌های پیوسته چه از نظر تنوع و ایجاد نرم‌افزارهای آماده و تجهیزات چاپ و نمایش اطلاعات و چه از نظر نفوذ و کاربرد این نظام‌ها در کشورهای در حال رشد بود. دهه ۱۹۹۰ دهه رشد اینترنت به حساب می‌آید و کتابخانه‌ها نیز از این پدیده حاصل از فناوری‌های جدید در کارهای خود به خوبی استفاده کردند. این مسیر روز به روز در حال تحول و پیشرفت است و جهت آن به سوی افزایش توانایی‌های انسان در به دست آوردن دقیق اطلاعات می‌باشد. استفاده از فناوری اطلاعات نیازمند آموزش‌های ویژه نه تنها برای کتابداران که مستقیماً دست اندرکار اطلاع‌رسانی اند، بلکه برای استفاده‌کنندگان عادی نیز می‌باشد. باسواد کسی است که سواد رایانه‌ای داشته باشد خود بتواند مستقیماً از امکانات رایانه‌ای استفاده کند.

### سیر تحول کتابخانه‌ها از سنتی تا مجازی
سیر تحول کتابخانه‌ها از سنتی تا مجازی از چند مرحله گذر کرده‌است:
- کتابخانه سنتی : موجودی به صورت چاپی که هیچ کار رایانه‌ای روی آن انجام نشده‌است.
- کتابخانه خودکار : خودکار کردن فعالیت‌های کتابخانه، فهرست نویسی، امانت، فراهم آوری … رایانه‌ای، موجودی به‌طور عمده به شکل چاپی با تعدادی محدود منابع
- کتابخانه الکترونیکی : فعالیت‌ها کاملاً خودکار، شبکه دیسک فشرده، منابع به دو شکل الکترونیکی و متعارف است.
- کتابخانه دیجیتال: کاملاً خودکار، تمام منابع به شکل دیجیتال درآمده، شبکه محلی فیبرهای نوری با سرعت بالا و دستیابی به شبکه‌های گسترده
- کتابخانه مجازی : کتابخانه بدون دیوار با تأمین دستیابی به منابع، کتابخانه بدون منابع

## چشم‌انداز آینده
تغییرات و تحولات همه‌جانبه‌ای که در محیط اطلاعاتی، به ویژه در دسترسی راه دور به اطلاعات و کاهش مراجعه حضوری کاربران به کتابخانه‌ها، به وقوع پیوسته، انواع کتابخانه‌ها و مراکز اطلاع‌رسانی را تحت تأثیر قرارداده است و کتابخانه‌های تخصصی از این قاعده مستثنی نیستند.
کتابخانه‌های تخصصی و کتابداری همیشه از فناوری‌های زمان خود متأثر شده‌اند. فناوری‌ها همواره در کار کتابخانه‌ها و کتابداران تحول به وجود آورده‌اند، در واقع تخصصی شدن کتابداری و ظهور کتابداری حرفه‌ای، حاصل رونق کتابخانه بوده‌است. فناوری رایانه‌ای که به‌کارگیری آن در امور مربوط به ارائه اطلاعات حرفه اطلاع‌رسانی را به وجود آورد گشایشی دیگری در کار کتابداران به‌شمار آمد، اما این واقعیت بر کتابداران ثابت شد که کل بازار اطلاع‌رسانی دیگر متعلق به آن‌ها نیست و حرفه کتابداری از سوی سایر حرفه‌های اطلاع‌رسانی، به چالشی جدی فراخوانده شده‌است.
اگر دیروز هدف کتابخانه‌ها و مراکز اطلاع‌رسانی بیشتر گردآوری و سازماندهی منابع اطلاع‌رسانی بود، امروز هدف آن‌ها به علت حجم انبوه اطلاعات پراکنده و آلوده، اشاعه اطلاعات می‌باشد. در جهان امروز در حالی که وب جهان گستر، جهان را تحت تسلط خود درآورده است، هیچ‌کدام از بخش‌های کتابخانه‌های تخصصی اعم از تهیه و سفارش، گردآوری، سازماندهی و حتی اشاعه، خارج از دایره اینترنت نمی‌تواند کارایی داشته باشد.

## ویژگی‌ها

### ویژگی‌های کتابخانه سنتی
- غالباً موجودی‌ها به صورت چاپی هستند.
- کلیه عملیات کتابخانه‌ای و ارائه خدمات اطلاعاتی به صورت دستی انجام می‌شود، و هیچ کار رایانه‌ای روی فعالیت‌های کتابخانه‌ها انجام نشده‌است.
- فرایند سازمانی و مدیریت در این کتابخانه‌ها معمولاً دستی است.
- فرایند بازیابی اطلاعات بر مبنای استفاده از نمایه‌ها، کارت برگه‌ها که ماهیتا دستی هستند صورت می‌پذیرد.
- همیشه در دسترس نبودن مواد اطلاعاتی به دلیل استفاده هم‌زمان آن سند توسط استفاده‌کننده دیگر به دلیل محدودیت ساعات کار اغلب کتابخانه‌ها، زمان استفاده از این کتابخانه‌ها معمولاً محدود است.

### ویژگی‌های کتابخانه‌های دیجیتال
- کتابخانه‌های دیجیتال. وجه دیجیتال کتابخانه‌های سنتی هستند که مجموعه‌های دیجیتال و سنتی یعنی مواد الکترونیکی و کاغذی را در بر می‌گیرد.
- کتابخانه‌های دیجیتال هم به مهارت کتابداران احتیاج دارد و هم مهارت دانشمندان کارآمد رایانه.
- در کتابخانه‌های دیجیتال فاصله میان جویندگان و پدید آورندگان تقریباً به صفر می‌رسد.
- کتابخانه دیجیتال علاقه‌مندان به موضوعات مشترک را از سراسر کشور کنار هم می‌آورد و به آن‌ها امکان می‌دهد که در هرجای ایران و حتی جهان در موضوعات مورد علاقه‌شان به بحث بنشیند و این باعث می‌شود فاصله میان نخبگان کشور از بین برود و آن‌ها بتوانند مسائل خودشان را با دانشمندان و نخبگان جهان مطرح نمایند.
- در کتابخانه‌های دیجیتال امکان استفاده هم‌زمان از یک منبع خاص برای استفاده‌کنندگان فراهم است.
- برخلاف کتابخانه‌های فیزیکی برای کتابخانه‌های مجازی دو مقوله زمان و مکان. کلمات بی مفهومی هستند. از این نظر که خدمات کتابخانه‌ای را به زمان و مکان خاص محدود نمی‌سازند و اطلاعات موجود در این کتابخانه‌ها در تمامی روزهای هفته و در تمامی ساعات شبانه روز قابل دستیابی می‌باشند.

### مزایای کتابخانه‌های دیجیتال
- بدون محدودیت مرزهای فیزیکی
- امکان بازیابی اطلاعات
- دسترسی آسان

## فراهم آوری مواد اطلاعاتی در کتابخانه‌ها در آینده
کارکردهای جدید گزینش و فراهم آوری منابع جدید گزینش و فراهم کردن منابع دانش بشری از نخستین کارکردهای حرفه‌ای کتابداری تلقی می‌شود و کتابداران برای انجام آن اصولی را تدوین کرده‌اند که مبتنی بر چند قرن تجربه و دانش است. بدون تردید، این وظیفه در حیطه مستقیم کارکردهای کتابداران متخصص بوده و متولی دیگری ندارد. اکنون که در عصر اینترنت حجم منابع اطلاعاتی و تنوع در اشکال فیزیکی آن‌ها نیز به‌طور قابل ملاحظه‌ای افزایش یافته‌است، حرفه کتابداری می‌تواند با تکیه بر اصول مترقی گزینش و مجموعه سازی، همچنان خدمات سودمند خود را به جامعه در دسترسی به مجموعه‌های کیفی تداوم بخشد که این امر با توجه به شرایط کنونی و با توجه به آشفتگی محیط اطلاعاتی و عدم آشنایی جامعه نسبت به چگونگی شناسایی منابع مناسب بسیار ارزشمند است. استفاده از فناوری‌های جدید به ویژه پست الکترونیکی و وب سایت برای برقراری تعامل با کاربران و شناسایی نیازهای آنان الزامی است.
مجموعه مواد اطلاعاتی کتابخانه‌های تخصصی امروزی حتی با کتابخانه‌های تخصصی دهه گذشته بسیار تفاوت کرده‌است. جلوه‌های گوناگون این تفاوت را می‌توان در فراهم آوری انواع مواد جدید مشاهده کرد. اکنون بخش مهمی از منابع اطلاعاتی به ویژه منابع مرجع، مانند دائرةالمعارف‌ها، انواع واژه‌نامه‌ها، اطلس‌های جغرافیایی و جز آن و پایگاه‌ها اطلاعاتی مانند چکیده نامه کتابداری و اطلاع‌رسانی LISA به شکل الکترونیکی منتشر می‌شوند. وجود مجله‌های الکترونیکی و پایگاه‌هایی که متن کامل مقاله‌ها را به صورت الکترونیکی دربردارند و همچنین وجود شبکه‌های اطلاع‌رسانی پیوسته (online) تحولات زیادی را در امر فراهم آوری مواد موجب شده‌است. کتابخانه‌ها و مراکز اطلاع‌رسانی اکنون با استفاده از انواع شبکه‌های محلی، ملی و جهانی قادرند اطلاعات مورد نیاز مراجعان خود را فراهم آورند و از سفارش و خرید بسیاری از منابع بی‌نیاز گردند، امری که تا چند سال پیش میسر نبود.
کتابدارانی که وظیفه مجموعه‌سازی و فراهم آوری در کتابخانه‌های تخصصی آینده را بر عهده خواهند داشت، باید بتوانند از امکانات پست الکترونیکی ارتباط خود را با کسانی برقرار کنند که در کار انتخاب مواد با کتابخانه همکاری می‌کنند. باید امکان دسترسی پیوسته و همیشگی انتخاب کنندگان را با فهرست‌های ناشران و منابع کتابشناختی تجاری مانند BIP، فراهم کرد.

## خدمات مرجع در کتابخانه‌های تخصصی
اصطلاح مرجع الکترونیک از تازه‌ترین اصطلاحات رایج در حرفه کتابداری است. همگان متفق‌القول و بر این باورند که مرجع الکترونیکی، خدمات مرجع را از طریق پست الکترونیکی یا نرم‌افزار گپ زنی یا ویدئوکنفرانس، که به مرجع زنده نیز معروف است، فراهم می‌آورد. اصطلاح مرجع‌های الکترونیک و مرجع‌های مجازی هم عنوان با مرجع دیجیتال به کار می‌رود اگرچه مرجع‌های مجازی تنها به مرجعی اشاره دارد که بواسطه مسافت و فضای فیزیکی نامحدود می‌باشد. همچنین هورن خدمات مرجع الکترونیکی را خدمات مرجعی می‌داند که با استفاده از امکانات و ابزارهای الکترونیکی و شبکه‌های رایانه‌ای به مراجعه کنندگان ارائه می‌شود.